# Parawissenschaft
Parawissenschaften (griechisch para- „neben, darüber hinaus“) sind Erkenntnisansprüche, die sich am Rande oder außerhalb der akademischen Wissenschaften befinden.
Parawissenschaft bezeichnet meist einen Oberbegriff für einerseits Pseudowissenschaften und andererseits Ansprüche auf alternative Erkenntnisse, die selbst gerade keinen Anspruch erheben, überhaupt wissenschaftlich zu sein. Auch für Letztere wird in dieser wertenden Verwendung ausgesagt, dass die dabei beanspruchten alternativen Erkenntnisse irrig seien. Wird ein Anspruch auf Wissenschaftlichkeit erhoben, dann wird eine Parawissenschaft direkt als Pseudowissenschaft bezeichnet.

## Begriff
Der Begriff „Parawissenschaft“ wurde im deutschen Sprachraum erst in den 1980er Jahren gebräuchlich. Der Biologe und Wissenschaftstheoretiker Martin Mahner schlägt diese Definition vor: „Eine Parawissenschaft (gr. para: neben) ist ein außerhalb der Wissenschaften (aber nicht unbedingt außerhalb des Universitätsbetriebes) angesiedelter Erkenntnisbereich, dessen Theorie und Praxis weitgehend auf illusionärem Denken beruhen. Damit kann der Anspruch eines solchen Erkenntnisunternehmens, verlässliches Wissen über Welt oder Mensch zu erlangen oder erlangt zu haben, nicht eingelöst werden.“
Eine andere Definition stammt von Edgar Wunder. Danach versteht man unter Parawissenschaften „Aussagensysteme, die explizit oder implizit den Anspruch auf Wissenschaftlichkeit oder auf Überprüf- beziehungsweise Belegbarkeit mit Methoden der Wissenschaft stellen, bei denen jedoch der mehr oder minder starke Zweifel besteht, ob sie diesen Anspruch auch einlösen können“. Demnach sei Parawissenschaft kein wertender Begriff: Eine Parawissenschaft könne sich entweder als Protowissenschaft (als eine Wissenschaft „im Werden“) oder als Pseudowissenschaft erweisen. Ein Beispiel für eine ehemalige Protowissenschaft ist Alfred Wegeners Kontinentaldrifthypothese, die lange Zeit als reine Spekulation betrachtet wurde und schließlich nach ihrer Bestätigung in der Plattentektonik aufging, einem Teil der Wissenschaft Geologie. Ein Beispiel für eine Pseudowissenschaft ist aus heutiger Sicht die Phrenologie.
Daneben wird die Bezeichnung „Parawissenschaft“ auch in dem Sinne verwendet, dass sie sich auf die Erforschung sogenannter Para-Phänomene bezieht, also vom untersuchten Phänomen her definiert wird, oder dass sie „nicht institutionalisierte Formen von Wissenschaft“ kennzeichnen soll. Diese Sprachgebräuche konnten sich jedoch nicht etablieren.

## Beispiele für Parawissenschaften
- Alternativmedizin
- Außersinnliche Wahrnehmung
- Bilokation
- Erfundenes Mittelalter
- Esoterik
- Homöopathie
- JOTT-Phänomen das Verschwinden von Gegenständen, die manchmal eine nicht normale Ursache haben könnte.[8]
- Kinesiologie (Parawissenschaft)
- Kryptozoologie
- Theorie der morphischen Felder
- Parapsychologie
- Portal (Science-Fiction)
- Prä-Astronautik
- Ufologie

### E-Books
- Wilfried Stevens: JOTT-Phänomen: Wenn Dinge einfach verschwinden, Epubli Verlag, Berlin, 2025, ISBN 978-3-81974-054-1.